# Catapoecilma elegans
Catapoecilma elegans är en fjärilsart som beskrevs av Druce 1873. Catapoecilma elegans ingår i släktet Catapoecilma och familjen juvelvingar. Inga underarter finns listade i Catalogue of Life.